# Пастушок тонкодзьобий
Пастушок тонкодзьобий (Rallus tenuirostris) — вид журавлеподібних птахів родини пастушкових (Rallidae). Ендемік Мексики.

## Поширення
Цей вид зустрічається у високогірних прісноводних болотах у центральній Мексиці від південного Наяриту, Халіско, Гуанахуато та південного Сан-Луїс-Потосі, на південь до Герреро, Морелос і Пуебла. Очевидно, його немає в низинах Коліми. Населяє як сезонні, так і постійні високогірні прісноводні болота. За висотою ареал коливається від 800 м до щонайменше 2500 м.

## Опис
Птах завдовжки від 33 до 42 см. Самці важать від 271 до 331 г, а самки від 220 до 268 г. Статі мають схоже оперення. Вид має темну і світлу морфи. Темна морфа має насичений коричневий верх з чорними мітками на спині. Він має блідо-рожеву смужку на щоках, а також білі підборіддя та горло. Його нижня частина руда з тьмяно-коричневими та білими або рожево-коричними смугами на боках і білими покривами підхвістя. Нижня сторона світлої морфи має блідо-білий центр з рожевим відтінком кориці. Молоді особини мають більш тьмяний темний верх і блідіший низ, ніж дорослі.

## Поведінка
Живиться ракоподібними, водяними комахами та дрібною рибою. Шукає поживу під час ходьби, іноді пробуючи дзьобом мілководдя або мул.